# Рослављански рејон
Рослављански рејон (рус. Рославльский район) административно-територијална је јединица другог нивоа и општински рејон у јужном делу Смоленске области, у европском делу Руске Федерације.
Административни центар рејона налази се у граду Рослављу. Према проценама националне статистичке службе, на подручју рејона је 2014. живело 72.636 становника или у просеку 26 ст/км². У северном делу рејона налази се град Десногорск који као град обласне субординације не потпада под ингеренције рејонске администрације.

## Географија
Рослављански рејон обухвата територију површине 3.000 км² и на 2. је месту по површини међу рејонима Смоленске области. Граничи се са Јељњанским рејоном на северу, са Починковским рејоном на северозападу, на западу је Шумјачки рејон, док је на југозападу и западу Јершички рејон. На североистоку се граничи са Калушком, а на југоистоку са Брјанском облашћу.
У географском погледу рејона се налази на подручју моренског Смоленског побрђа које на територији Рослављанског рејона пресецају реке Остјор у централном и Десна у северном делу. У северном делу рејона на реци Десној налази се велико вештачко језеро Десногорско на чијим јужним обалама се налази Смоленска нуклеарна електрана.
Око 40% територије рејона је под шумама, док највећи део чине обрадиве површине. Мочварнији терен налази се уз речне токове.

## Историја
Рослављански округ по први пут је формиран још 1708. као једна од административних целина тадашње Смоленске губерније Руске Империје. Након што је губернија укинута 1713. привремено је распуштен и Рослављански округ, да би већ 1726. био поново успостављен. У садашњим границама је од 1929. године

## Демографија и административна подела
Према подацима пописа становништва из 2010. на територији рејона је живело укупно 76.100 становника, а готово 50.000 становника је живело у граду Рослављу и његовој околини. Према процени из 2014. у рејону је живело свега 72.636 становника, или у просеку 26 ст/км².
| 1959. | 1970. | 1989.  | 2002.  | 2010.  | 2014.   |
| ----- | ----- | ------ | ------ | ------ | ------- |
| ---   | ---   | 61.000 | 81.307 | 76.100 | 72.636* |

Напомена: према процени националне статистичке службе.
Административно, рејон је подељен на 21 сеоску и једну градску општину. Град Рослављ је административни центар рејона и седиште једине градске општине. У северном делу рејона налази се град Десногорск који се не налази под ингеренцијама рејонске администрације већ има статус градског рејона, као град обласне субординације (једини је град са тим статусом у Смоленској области поред Смоленска).

## Привреда и саобраћај
У северном делу рејона на обалама језера Десногорског, на око 3 км западно од града Десногорск налазе се постројења нуклеарне електране Смоленска чија три блока имају капацитет од 3.000 МВт. Четврти блок затворен је 1993. године. Планирано је да до 2030. електрана престане са радом, а да уместо ње најкасније до 2024. на истом месту буде подигнуто ново нуклеарно постројење Смоленска-2 НЕ.
Поред производње електричне енергије важан извор прихода је пољопривредна производња, а посебно млечно и месно сточарство, те узгој житарица и лана. У Рослављу се налазе постројења хемијске, машинске и металопрерађивачке индустрије.
Територија Рослављанског рејона је важно саобраћајно чвориште тог дела Русије. Преко ње пролазе међународни железнички правци Рига—Орел и Тула—Сухиничи—Рослављ—Кричав (БЛР).
Најважнији друмски правци су А130 (Москва—Варшава), А141 (Орел—Витепск) и Р137 (Сафоново—Рослављ).